# Windkracht 10: De muziek uit de TV-serie (deel 2)
Windkracht 10: De muziek uit de TV-serie (deel 2) is het tweede soundtrackalbum van de Belgische TV1-televisieserie Windkracht 10, uitgebracht in 1998. De meeste muzieknummers werden geschreven door Fonny De Wulf en Piet Van Den Heuvel.
| Nr. | Titel                                        | Artiest(en)                              | Duur |
| --- | -------------------------------------------- | ---------------------------------------- | ---- |
| 1.  | Ouverture Windkracht 10 Part 2               | Fonny De Wulf                            | 3:54 |
| 2.  | Deep In Your Heart                           | Andrea Croonenberghs                     | 3:35 |
| 3.  | Calling                                      | Viktor Lazlo                             | 4:07 |
| 4.  | Don't Look Back                              | Piet Van den Heuvel                      | 3:33 |
| 5.  | Don't Leave Me Here                          | Roland                                   | 4:06 |
| 6.  | Follow The Sun                               | Barbara Dex                              | 3:22 |
| 7.  | Anne & Ronald Theme                          | Fonny De Wulf                            | 2:53 |
| 8.  | Where Will It Lead You From Here             | Lucas Van Den Eynde                      | 3:52 |
| 9.  | I Believe In Friends                         | Ann Ceurvels, Koen De Bouw & Wim Stevens | 3:31 |
| 10. | S.A.R. Song                                  | Gene Bervoets                            | 2:45 |
| 11. | Aude Audenda                                 | Fonny De Wulf                            | 2:51 |
| 12. | Nothing's Here To Stay                       | Piet Van den Heuvel                      | 4:28 |
| 13. | Ouverture Windkracht 10 (Symphony Of Voices) | Fonny De Wulf                            | 3:01 |